# NGC 1011
NGC 1011 is een elliptisch sterrenstelsel in het sterrenbeeld Walvis. Het hemelobject werd op 21 november 1876 ontdekt door de Franse astronoom Édouard Jean-Marie Stephan.

## Synoniemen
- PGC 9955
- MCG -2-7-45
- NPM1G -11.0096